# والي هيوز
والي هيوز (بالإنجليزية: Wally Hughes)‏ (15 مارس 1934 بليفربول في المملكة المتحدة - 21 يناير 2011 بأوكلاند في نيوزيلندا) هو مدرب كرة قدم ولاعب كرة قدم بريطاني في مركز حراسة المرمى. لعب مع شيفيلد يونايتد ونادي ساوثبورت ونادي برادفورد بارك أفنيو.